# Biënnale van Gwanju

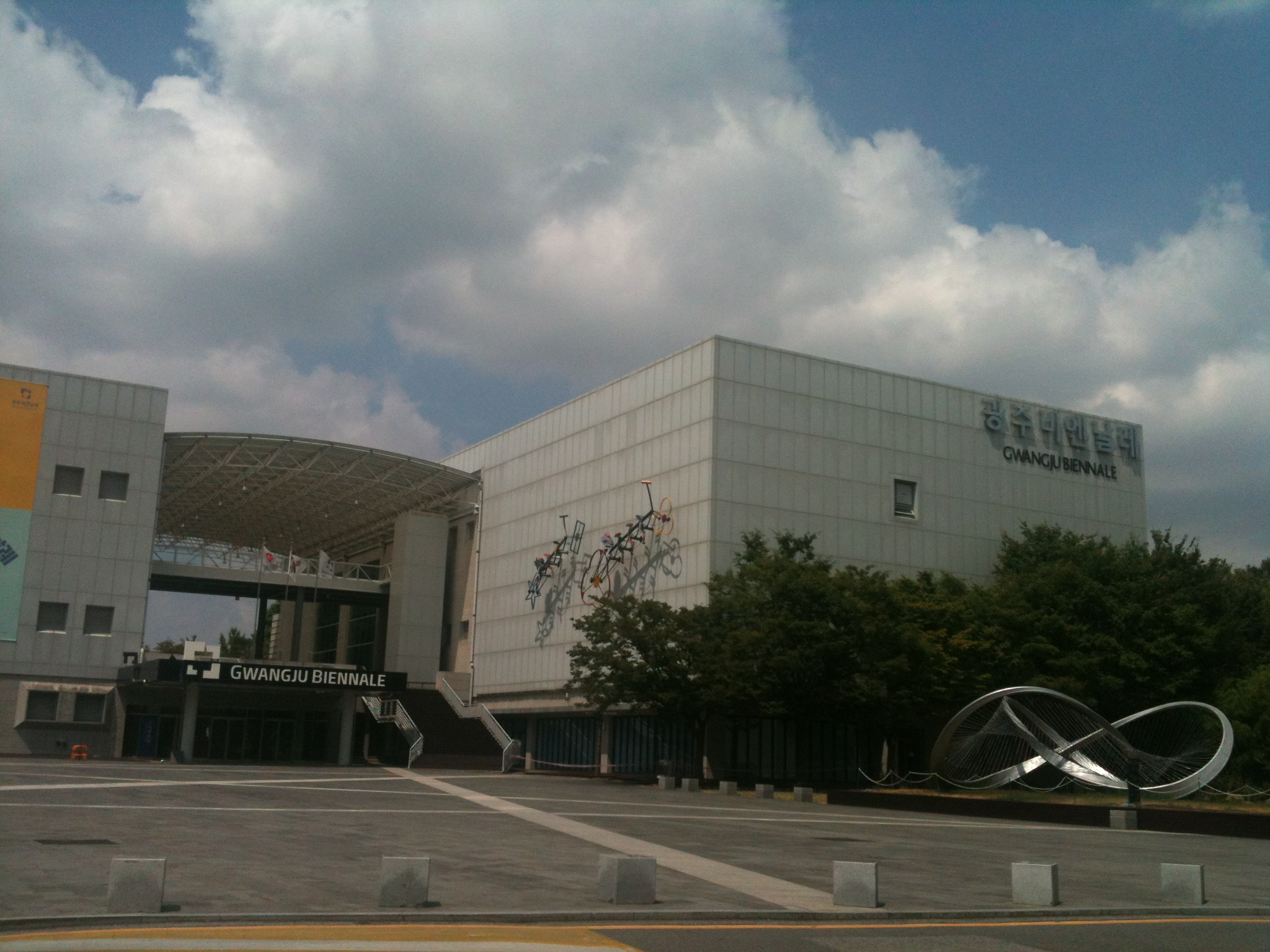
De Biënnale van Gwanju

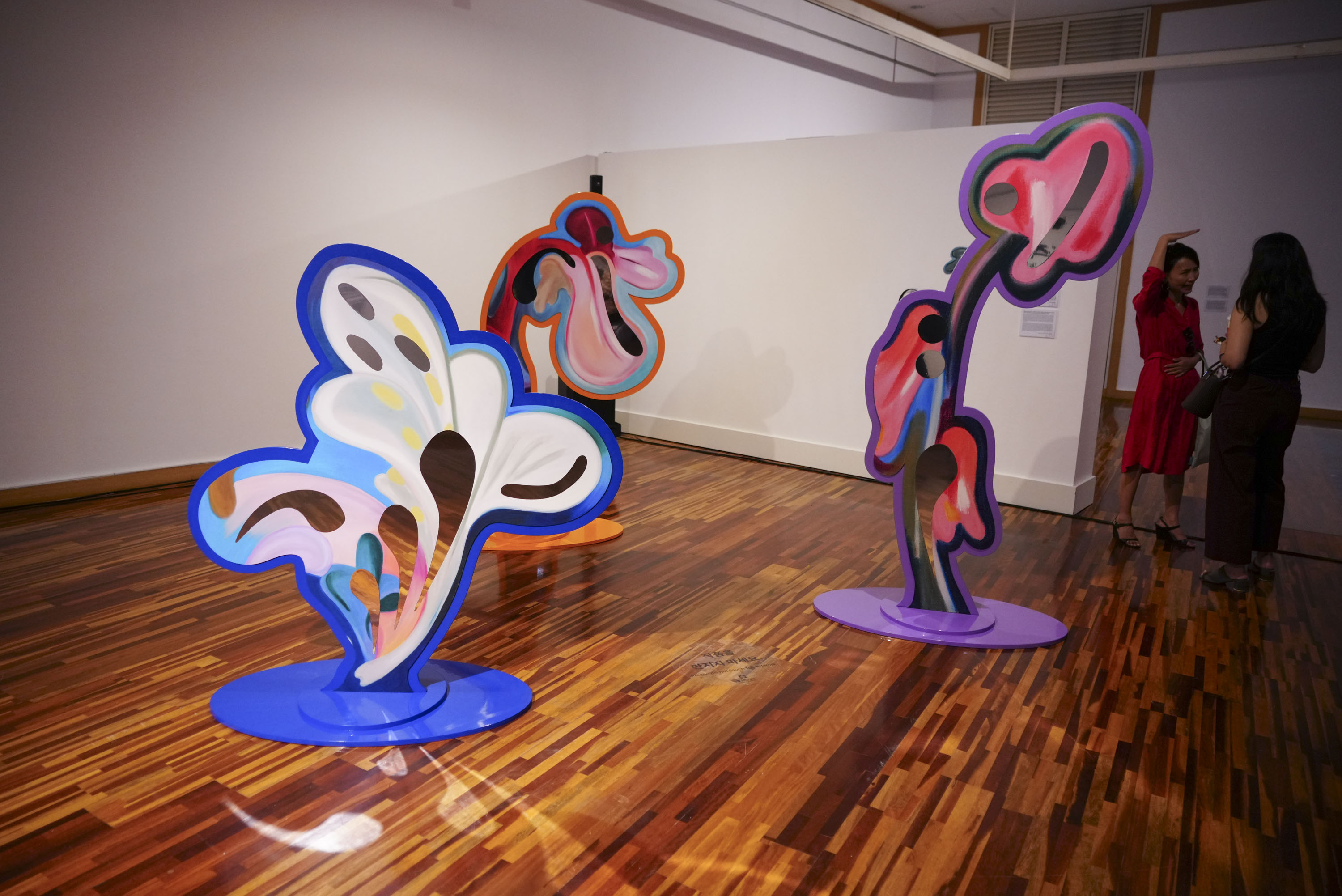
Het Amerikaanse paviljoen in 2024

De Biënnale van Gwanju in de Zuid-Koreaanse stad Gwangju is de oudste en meest prestigieuze biënnale voor hedendaagse kunst van Azië. De biënnale wordt georganiseerd door de Gwangju Biennale Foundation en de stad Gwangju.
De biënnale werd opgericht in september 1995 ter herdenking van de door studenten geleide Gwangju-opstand van 18 mei 1980, waarbij pro-democratische demonstranten werden geliquideerd door de militaire dictatuur, ook wel bekend als het bloedbad van Gwanju. 

## Edities
- Beyond Borders (1995)
- Unmapping the Earth (1997)
- Man and Space (2000)
- P_A_U_S_E (2002)
- A Grain of Dust A Drop of Water (2004)
- Fever Variations (2006)
- On the Road / Position Papers / Insertions (2008)
- 10,000 LIVES (2010)
- ROUNDTABLE (2012)
- Burning Down the House (2014)
- The Eighth Climate (What does art do?) (2016)
- Minds Rising Spirits Tuning (2021)
- Soft and Weak Like Water (2023)
- PANSORI: A Soundscape of the 21st Century (2024)

## The Pavilion Project
The Pavilion Project is een programmalijn van de Biënnale van Gwanju waarbij diverse landen worden uitgenodigd werk van opkomende artiesten te presenteren naast het werk van Koreaanse kunstenaars. Het project ging van start tijdens de 12e Gwangju Biënnale waar drie toonaangevende internationale kunstinstellingen werden uitgenodigd. Tijdens de 14e editie werd het programma uitgebreid naar negen landen: Canada, China, Frankrijk, Italië, Israël, Nederland, Polen, Oekraïne en Zwitserland. De Amsterdamse kunstorganisatie Framer Framed had de primeur om in 2023 het eerste Nederlandse paviljoen te mogen inrichten. Tijdens de opening van de 14e biënnale werd het voornemen uitgesproken het programma uit te breiden naar 20 nationale paviljoens in de editie van 2025.